# Index Seminum in horto academico Hauniensi
Icones Plantarum Koisikavenses (abbreviato Icon. Pl. Koisik.) fu una serie di riviste illustrate con descrizioni botaniche pubblicate dal giapponese Jinzō Matsumura dal 1911 al 1921. Fu pubblicata in Giappone, in lingua latina e giapponese in quattro volumi con 272 tavole illustrate.